# Ashton Locklear
Ashton Taylor Locklear (Lumberton, Estados Unidos; 13 de enero de 1998) es una gimnasta artística estadounidense, campeona del mundo en el Mundial de Nanning 2014 en el concurso por equipos.
Locklear es especialista en barras asimétricas, y fue suplente del equipo nacional estadounidense que participó en los Juegos Olímpicos de Río de 2016.

## Biografía
Ashton Taylor Locklear nació en Lumberton, una ciudad situada en el estado de Carolina del Norte, en Estados Unidos. Es hija de Carrie y Terry Locklear, y tiene una hermana mayor, Angelia, que también es gimnasta.
Locklear es descendiente de nativos-americanos y forma parte de la tribu Lumbee. En 2017 firmó un patrocinio con la marca deportiva Nike para ser embajadora del programa N7, destinado al mercado de nativos-americanos.
Locklear estudió en casa hasta los 17 años para poder compaginar sus entrenamientos con los estudios. En octubre de 2015 se confirmó que Locklear había renunciado a su elegibilidad para participar en la NCAA, tras haber comunicado su intención de asistir a la Universidad de Florida.
En julio de 2018 confirmó, a través de su cuenta de Instagram, que el exdoctor de la selección estadounidense Larry Nassar había abusado de ella durante su estada en la selección.

## Carrera deportiva
Empezó a practicar gimnasia de muy pequeña, imitando a su hermana mayor, gimnasta de trampolín. Tiempo después cambió de disciplina y empezó a practicar gimnasia artística.

### Carrera júnior
Empezó su carrera como gimnasta artística en el KPAC de Lake Norman, donde fue entrenada por Kristie Phillips. A los 11 años cambió de club para entrenar en el Everest Gymnastics de Huntersville, gimnasio propiedad de Qi Han, ex-gimnasta del equipo nacional chino.
En 2012 participó en el Campeonato Regional (Región Sur) celebrado en Kissimmee, donde se clasificó primera en barras asimétricas. En 2013 participó en la Copa Nastia Liukin clasificándose séptima en el circuito individual.
En 2013 sufrió una fractura por fatiga en la espalda que la apartó de la gimnasia durante cuatro meses y le impidió competir en los ejercicios de salto y suelo durante una temporada.

### Carrera sénior
En el Campeonato Secret U.S. Classic de 2014 consiguió clasificarse primera en la prueba de barras asimétricas, por delante de Kyla Ross, que en aquel momento era subcampeona del mundo en dicho aparato. En agosto, participó en el Campeonato Nacional de Gimnasia, donde se proclamó campeona nacional en barras asimétricas. Gracias a la actuación realizada en dicha competición, Locklear consiguió una plaza en la selección nacional para participar en el Campeonato Panamericano.
En el Campeonato Panamericano de 2014 celebrado en Mississauga, Canadá, ganó dos medallas de oro: en el ejercicio de barras asimétricas y en el concurso por equipos, junto a Mykayla Skinner, Madison Kocian, Maggie Nichols, Madison Desch y Amelia Hundley.
En septiembre de 2014 fue seleccionada para formar parte del equipo estadounidense para participar en el mundial celebrado en octubre en Nanning, China, junto a Kyla Ross, Simone Biles, Mykayla Skinner, Madison Kocian, Alyssa Baumann y Madison Desch. En la final por equipos, ganó la medalla de oro por delante del equipo chino y del ruso. En el plano individual, se clasificó cuarta en la final de barras asimétricas.
A principios de 2015, Locklear tuvo que someterse a una operación de hombro y a un posterior tratamiento de recuperación. Su vuelta a la competición se produjo el 25 de julio, cuando participó en el Secret U.S. Classic aunque solamente en la modalidad de exhibición, por lo que sus rutinas no fueron puntuadas. En agosto participó en el Campeonato Nacional donde, tras dos días de competición, se clasificó segunda en barras asimétricas empatada con Madison Kocian y por detrás de Bailie Key. Tras este campeonato, Locklear fue invitada a participar en las pruebas de selección para formar parte del equipo nacional para participar en el Campeonato Mundial de ese año.
En abril de 2016 participó en el Campeonato Pacific Rim formando parte del equipo estadounidense. Locklear se colgó al cuello las medallas de oro en la prueba por equipos y en la final individual de barras asimétricas. En el U.S Secret Classic, repitió hazaña superando a la campeona del mundo Madison Kocian y ganando la medalla de oro de barras asimétricas. En el Campeonato Nacional celebrado en junio en San Luis, Misuri, superó por solamente 0,150 puntos a Kocian para ganar el título nacional en barras asimétricas.
En las pruebas de selección para formar parte del equipo olímpico, Locklear tuvo una caída en la barra de equilibrio en el primer día de selección. Aun así, terminó con la segunda mejor puntuación en barras asimétricas. Locklear fue nombrada suplente del equipo olímpico junto a MyKayla Skinner y Ragan Smith. A pesar de que viajó hasta Río de Janeiro con la selección estadounidense, no participó en ninguna prueba de los Juegos.
Empezó el 2017 participando en el Campeonato City of Jesolo en Italia. Ganó la medalla de oro con el equipo estadounidense y la medalla de bronce en las barras asimétricas. En verano de ese año participó en el U.S. Secret Classic y en el Campeonato Nacional, donde, a pesar de presentar rutinas con menor dificultad técnica, consiguió proclamarse subcampeona nacional en barras asimétricas.
En septiembre de 2017 fue seleccionada para formar parte de la selección estadounidense en el Campeonato Mundial de Gimnasia Artística de Montreal junto a Jade Carey, Morgan Hurd y Ragan Smith. En la final de barras asimétricas, Locklear tuvo una caída que la relegó hasta la octava posición. En noviembre de 2017 desveló en su cuenta de Instagram que había sufrido una lesión en el hombro durante el Mundial y que se había sometido a una operación quirúrgica para recuperarse.
En 2018, tras recuperarse de su lesión cambió de gimnasio para entrenar en el World Champions Centre de Plano, Texas, donde también entrena la campeona olímpica Simone Biles. En junio de 2018 acusó a su exentrenador Qi Han de abusos físicos y emocionales durante sus entrenamientos. Locklear reveló en una entrevista que Han la había llegado amenazar verbalmente e incluso había lanzado un teléfono móvil contra ella. En verano de 2018 se sometió a una operación de rodilla que la apartó del Campeonato Mundial de Doha celebrado en otoño.

## Medallero
| Año  | Competición                | Equipo | AA | VT | UB     | BB | FX |
| ---- | -------------------------- | ------ | -- | -- | ------ | -- | -- |
| 2012 | Campeonato Regional Júnior |        |    |    | Oro    |    |    |
| 2013 | Copa Nastia Liukin         |        | 7  |    |        |    |    |
| 2014 | Secret U.S. Classic        |        |    |    | Oro    | 4  |    |
| 2014 | Campeonato Nacional        |        |    |    | Oro    | 8  |    |
| 2014 | Campeonato Panamericano    | Oro    |    |    | Oro    |    |    |
| 2014 | Campeonato Mundial         | Oro    |    |    | 4      |    |    |
| 2015 | Campeonato Nacional        |        |    |    | Plata  | 13 |    |
| 2016 | City of Jesolo             | Oro    |    |    | Oro    |    |    |
| 2016 | Campeonato Pacific Rim     | Oro    |    |    | Oro    |    |    |
| 2016 | Secret U.S. Classic        |        |    |    | Oro    | 7  |    |
| 2016 | Campeonato Nacional        |        |    |    | Oro    | 8  |    |
| 2016 | Olympic Trials             |        |    |    | Plata  | 13 |    |
| 2017 | City of Jesolo             | Oro    |    |    | Bronce |    |    |
| 2017 | U.S. Classic               |        |    |    |        | 8  |    |
| 2017 | Campeonato Nacional        |        |    |    | Plata  | 10 |    |
| 2017 | Campeonato Mundial         |        |    |    | 8      |    |    |